# لاتین‌نویسی فارسی
لاتین‌نویسی فارسی (به لاتین: Latin nevisiye Farsi)، فرایند بازنمایی دقیق و نظام‌مند زبان فارسی با استفاده از الفبای لاتین است. این شیوه که در زبان‌شناسی با عنوان Romanization of Persian شناخته می‌شود، با هدف افزایش سهولت در خوانش، نوشتار، و تبادل بین‌المللی به کار می‌رود. به دلیل برخی محدودیت‌های خط کنونی فارسی در نمایش کامل و بی‌ابهام واج‌ها، لاتین‌نویسی می‌تواند در متون علمی، آموزش زبان، و ارتباطات جهانی دقت و کارآمدی بیشتری فراهم کند. در کاربردهای غیررسمی، این روش با نام «فینگلیش» (ترکیب فارسی و English) نیز رواج یافته است.

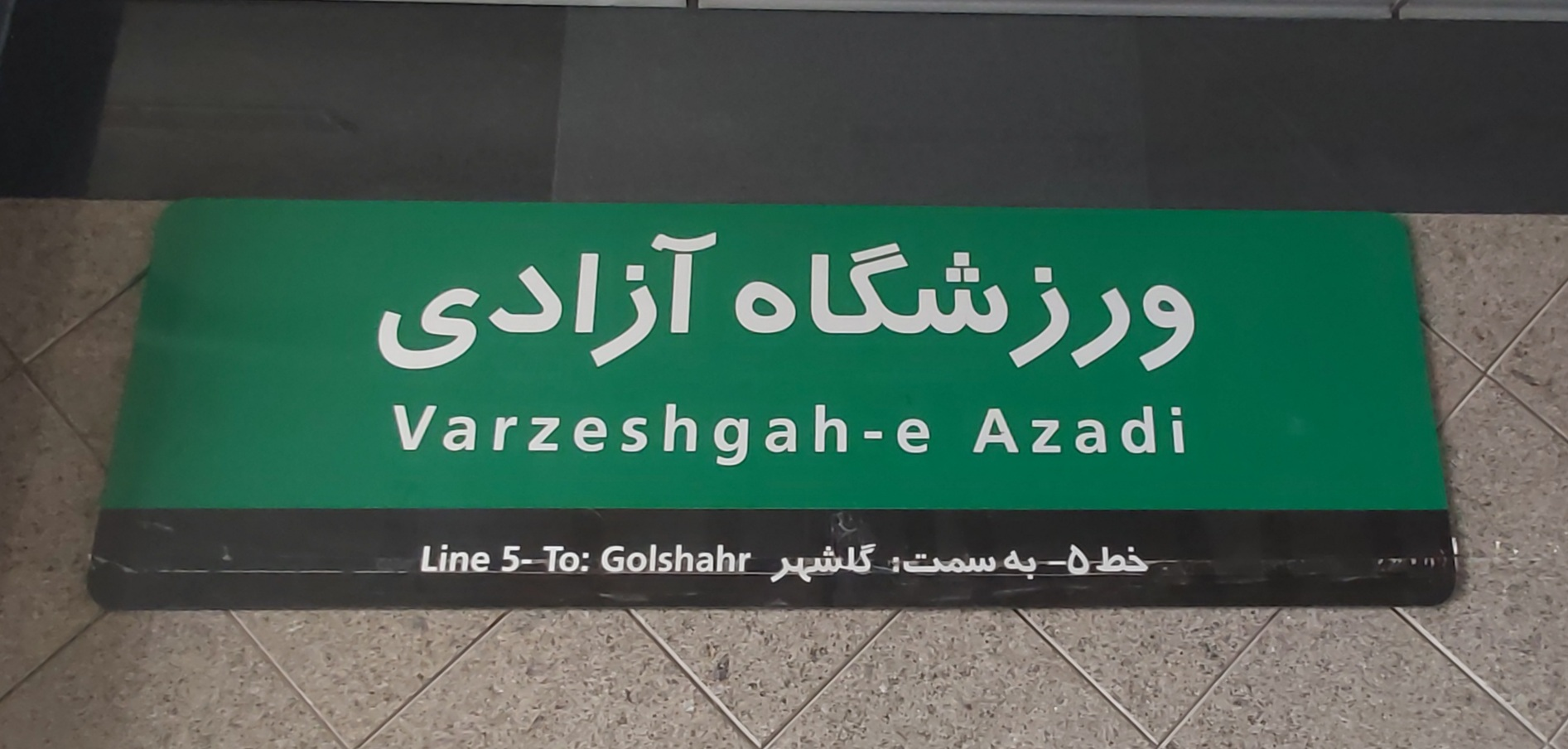
یک تابلوی معمولی در ایستگاه متروی ورزشگاه آزادی که نشان‌گر نام آن با حروف لاتین است

در دو سدهٔ اخیر، به دلایل متعددی از جمله نیاز به هم‌خوانی بیشتر با نظام نوشتاری بین‌المللی، سهولت آموزش و کاهش ابهام در بازنمایی آواها، ساختار و شیوهٔ خط لاتین برای زبان فارسی پیشنهاد شده است. از پیشگامان این اندیشه، میرزا فتحعلی آخوندزاده بود که در دورهٔ صدر مشروطیت رساله‌ای مبسوط در این زمینه نگاشت. هرچند این طرح در زمان خود با پذیرش عمومی روبه‌رو نشد، اما ضعف‌های ذاتی خط کنونی فارسی در نمایش دقیق واج‌ها و ضرورت تطبیق با استانداردهای نوین جهانی، همچنان زمینهٔ طرح و بررسی چنین پیشنهادهایی را فراهم کرده است.

## مشکلات خط فارسی

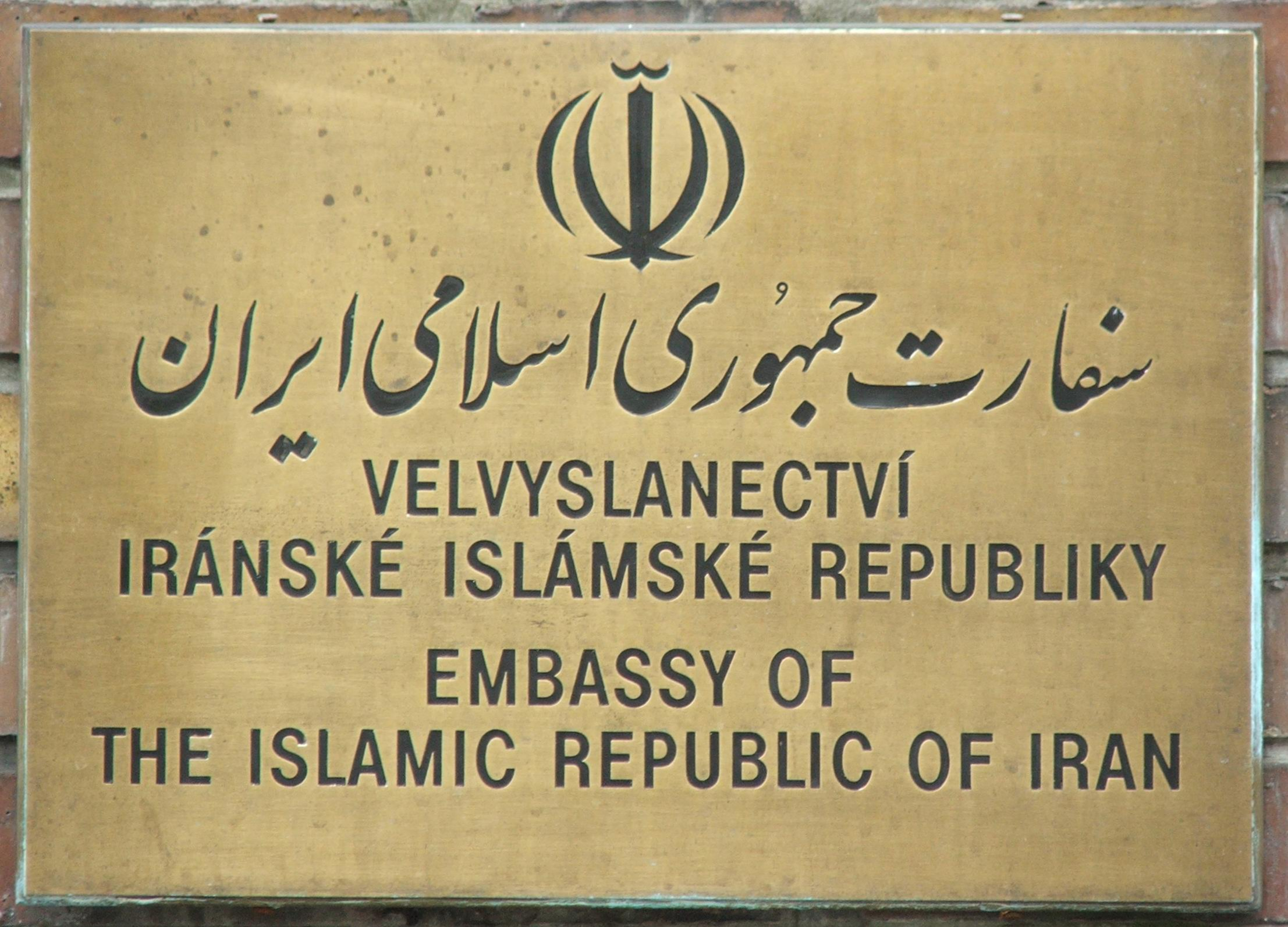
نشان سفارت جمهوری اسلامی ایران در پراگ به سه زبان انگلیسی، چکی و فارسی

مشکلات خط فارسی، به بیان زبان‌شناس و نشانه‌شناس ایرانی، آقای فرزان سجودی:
- نبود نشانه برای واکه‌های کوتاه که سبب می‌شود یک کلمه را بتوان به شکل‌های مختلف خواند.
- به‌دلیل نبود حروف مستقل برای واکه‌های کوتاه، حرف «و» در موارد زیادی به جای واکه «ـُ» استفاده می‌شود که با واکهٔ بلند «و» مانند واژه‌های «بو» و «نور»، ابهام ایجاد می‌کنند.
- وجود حروف متفاوت برای یک واج به دلیل آمیخته شدن با زبان عربی:

- واج /س/ با حروف «س»، «ص» و «ث»
- واج /ز/ با حروف «ز»، «ض»، «ذ» و «ظ»
- واج /ت/ با حروف «ت» و «ط»
- واج /ق/ با حروف «ق» و «غ»
- واج /ه/ با حروف «ه» و «ح»

- وجود شکل‌های متفاوت برای بعضی از حروف؛ مثلاً «ه» در ابتدا، انتها و وسط یک کلمه، به شکل‌های متفاوت نوشته می‌شود.
- سرهم‌نویسی و جدانویسی چندان شکل و قاعده مُدَونی ندارد؛ مثلاً این‌که آیا باید «می‌روم» را سر هم بنویسیم یا «می» را جدا بنویسیم؛ چرا «می‌روم» را معمولاً جدا از هم، اما «دانشگاه» را سرهم می‌نویسیم.
- وجود حروفی که خوانده نمی‌شوند؛ مثل «و» در واژه‌های «خواهر» و «خواب» (این مسئله جنبهٔ تاریخی دارد و به آن املای تاریخی گفته می‌شود، چون زمانی تلفظ این کلمات به همین شکل بوده و به مرور «و» در گفتار حذف شده)
- چندآوایی بودن نویسه «ی» (این نویسه برای واکه بلند /ای/ به کار گرفته می‌شود اما در برخی واژگان مانند «حتی» یا برخی نام‌ها مانند «کبری» و «صغری»، به صورت /آ/ تلفظ می‌شود که سبب ابهام در تلفظ و خوانش واژه می‌گردد)
- به‌کارگیری تنوین نصب /اً/ برای پسوند آوایی «اَن» در واژگانی مانند لطفاً، قطعاً، ظاهراً، عملاً، قبلاً، معمولاً، واقعاً، ابتدائاً، احیاناً، استثنائاً

افزون بر موارد یادشده، خط کنونی فارسی با چالش‌های بنیادین دیگری نیز مواجه است که در حوزهٔ زبان‌شناسی کاربردی و پردازش رایانه‌ای اهمیت ویژه‌ای دارند. از جمله:
ابهام آوایی و املایی پایدار: نبود تمایز نویسه‌ای برای همهٔ واکه‌ها و برخی همخوان‌ها، موجب می‌شود خواننده بدون آشنایی قبلی با واژه، ناچار به حدس‌زدن تلفظ صحیح باشد؛ مسئله‌ای که دقت خوانش و سرعت پردازش متن را کاهش می‌دهد.
ناسازگاری با اصول آوانگاری علمی: خط فارسی واج‌نگار کامل نیست و از اصل «یک صدا = یک نشانه» پیروی نمی‌کند. این امر به‌ویژه در آموزش زبان فارسی به غیرفارسی‌زبانان و در تدوین فرهنگ‌نامه‌های دقیق، مشکل‌آفرین است.
پیچیدگی در پردازش ماشینی و جست‌وجو: هم‌ارزی‌های متعدد نویسه‌ای و وجود شکل‌های گرافیکی متفاوت برای یک حرف، منجر به دشواری در جست‌وجوی متنی، مرتب‌سازی الفبایی، و توسعهٔ سامانه‌های هوشمند پردازش زبان طبیعی می‌شود.
نبود تطابق کامل با نیازهای معاصر: ساختار این خط بر مبنای خط عربی قرون میانه شکل گرفته و از نظر انعطاف‌پذیری برای نمایش دقیق آواهای فارسی و یکپارچگی نگارش، با الزامات نوشتاری و فناورانهٔ امروز هم‌خوانی کامل ندارد.
در مجموع، خط فعلی فارسی به‌دلیل کاستی‌های آوانگاری، املایی و فنی، در مقایسه با خط‌های واج‌نگار دقیق‌تر، کارآمدی کمتری در انتقال بی‌ابهام اطلاعات زبانی دارد.

### برگرداندن کلمه‌های فارسی و مشکلات آن
نبود یک نظام رسمی، یگانه و استاندارد برای برگرداندن واژگان و اسامی فارسی به الفبای لاتین، موجب بروز ناهمسانی‌های جدی در نگارش، تلفظ و ثبت اسامی می‌شود. این ناهمسانی‌ها نه‌تنها دقت زبانی را کاهش می‌دهند، بلکه می‌توانند در اسناد رسمی و حقوقی پیامدهای عملی و حتی مالی ایجاد کنند؛ برای نمونه، یک نام واحد ممکن است در گذرنامه‌ها، قراردادها یا پایگاه‌های داده به چند شکل متفاوت نوشته شود و موجب ابهام یا مشکلات حقوقی گردد.
تا زمانی که الفبای لاتین واحد و مورد پذیرش همگانی برای زبان فارسی تدوین و تثبیت نشود، این سردرگمی‌ها اجتناب‌ناپذیر خواهد بود. در مقابل، استقرار یک نظام لاتین‌نویسی رسمی و معیار، با تعریف دقیق معادل‌های حروف و آواها، می‌تواند تمام این مشکلات را برطرف کرده و همخوانی کامل میان تلفظ و نگارش را تضمین کند.

## پیشنهاد تغییر خط فارسی به لاتین
به دلیل مشکلات مختلف خط فارسی، عده‌ای به فکر جایگزینی آن، با خط لاتین افتاده‌اند، اما این ایده مخالفان و موافقانی دارد.

### مخالفان
ابراهیم پورداوود در بخش «دین‌دبیره» از کتاب «اوستا» چنین می‌نویسند:

چندی است که در ایران به کاستی‌های دبیرهٔ عرب برخورده و درصدد چارهٔ آن هستند. دسته‌ای طرفدار اصلاح همین دبیره (الفبا) ی کنونی هستند، دسته‌ای دیگر می‌خواهند که آن را به کناری گذاشته و دبیرهٔ لاتین را اختیار کنند. نتیجهٔ کار طرفداران اصلاح دبیرهٔ کنونی تا آن مقداری که به نظر نگارنده رسید بی‌مصرف و مضحک است. البته دبیرهٔ لاتین بسیار ساده و کامل است ولی گزینش آن از برای کشوری که همهٔ شئونات ملی خود را باخته است و تنها دارای یک زبان شکسته است صلاح نمی‌باشد.
همه کس می‌داند که به واسطهٔ دبیرهٔ عرب این همه واژگان سامی به فارسی راه یافته است به گونه‌ای که تنها یک سوم واژگان ما آریایی است «این آمار استاد پورداود برای چند ده سال پیش است و هم‌اکنون با تلاش سره گویان ارجمند دست کم پنجاه درصد واژگان زبان فارسی معیار، آریایی است.». فردا پس از برگزیدن دبیرهٔ لاتین دسته دسته واژگان زبان‌های اروپایی به زبان ما راه خواهند یافت و صدها واژه مانند رولیسیون، کونستیسیون، پارلمان، کاندیدات، کمیسیون، بودجه و… با همان دبیرهٔ لاتین و املای درست فرانسه نوشته می‌شود: revolution , Constitution , Parlement , Candidate, Commission, budget,....
با این ترتیب زبان آلودهٔ ما آلوده تر خواهد شد. همان گونه که اندیشمندان ما می‌خواهند که با تغییر دبیره به دانش و آگاهی ما بیفزایند باید پیشرفت دادن ملیت مان را نیز در نظر داشته باشند. باید به گونه‌ای عمل کنند که از درخت کهنسال ما، دوباره شاخ و بری سر زند نه آن که تیشه به ریشهٔ آن رسد. ملیت ما باید دوش به دوش هم با شیمی و فیزیک و هندسه پیشرفت کند نه آن که یکی از آن‌ها فدای دیگری گردد. یگانه راه نجات ایران زنده نمودن سنت ملی آن است. چه خوب است که ترقی خواهان ما در تغییر الفبا نیز به «دین دبیره» که به فتوای دانشمندان اروپایی خاورشناس یکی از دبیره‌های خوب به‌شمار می‌رود نظری افکنند و این الفبای ساده و آسان را که در مدت چند ساعت می‌توان یادگرفت به کلی فراموش نکنند. گذشته از آن که دین دبیره برگزیدهٔ نیاکان ماست به وسیلهٔ آن می‌توانیم خدمات شایانی به زبان و ملیت خود بنماییم و نفوذ واژگان عربی و ترکی و اروپایی در فارسی کم‌تر خواهد شد؛ همان گونه که در پارینه، دبیرهٔ عرب واژگان سامی را داخل زبان ما کرد در آینده «دین دبیره» واژگان فراموش شدهٔ (پارسی) را دوباره به یاد ما خواهد آورد و نیز به تلفظ درست واژگان فارسی که به واسطهٔ کاستی دبیرهٔ عرب دگرگون شدند موفق خواهیم شد، از آن جمله است نام خود میهن ما «ایران» که تا چند سدهٔ گذشته تلفظ درست آن Eran محفوظ بود.

### موافقان
احمد کسروی در کتاب «زبان پاک» چنین می‌نویسند:

بی‌گفتگوست که باید الفبای ما دیگر گردد. در این باره پنجاه سال است (تا سال ۱۳۲۲) سخن می‌رود و اکنون باید به‌کار بسته شود و ما شایسته‌ترین دسته‌ایم که آن را بکار بندیم. اگر امروز ما این را بکار نبندیم، یا همچنان می‌ماند و بجایی نمی‌رسد یا به‌دست کسان ناشایستی می‌افتد که یک چیز ناقص درست کرده به‌دست‌ها دهند.
ما دوست می‌داشتیم خودمان یک الفبای بهتر و درست‌تری بسازیم و به‌کار بریم که چون رواج گرفت، اروپاییان آن را از ما گیرند ولی [به دلیل محدودیت‌ها] این ما را ناگزیر می‌کرد که چند سال دیگر منتظر باشیم. از این‌رو از آن چشم پوشیدیم و بهتر دانستیم که به همان الفبای لاتین که دیگران نیز اقتباس کرده‌اند، قانع باشیم.

در ادامه در همین کتاب، الفبای پیشنهادی خود را آورده است؛ که بسیار همانندِ الفبای رسمی است.
- کورش صفوی. موافق با جایگزینی الفبای لاتین به جای خط فارسی
- صادق هدایت، انتقاد از خط فارسی امروزی
- منصور حکمت، در زمینهٔ تغییر الفبای فارسی به الفبای لاتین و رومانیزاسیون آن فعالیت می‌کرد و به همین منظور کنوانسیون یوروفارسی را بنیان گذاشت.[۵]

### میانه‌روها
اما دستهٔ دیگری هستند که از طرفی عقیده دارند که خط کنونی فارسی را بخاطر تمامی خوبی‌هایش باید نگه داشت و دلایلی برای عدم موافقت با جایگزینی کامل خط را بیان می‌کنند و از طرفی معایب خط فارسی را پذیرفته‌اند و برای پوشش عیب‌های آن به‌کارگیری خط کمکی دیگری را هم‌راستا با آن پیشنهاد می‌کنند؛ که منظور بیشتر این افراد از خطِ دوم، همان خطِ لاتین است.
- کوروش کمالی سروستانی، موافق با ایجاد خط دوم برای کاربردهای مشخص و خاص.

شاید بتوان با برخی دیگر از بزرگان هم‌داستان شد که می‌گویند تغییر خط فارسی نه ممکن است و نه لازم، اما ابداع خط جدید با الفبای رومیایی برای نوشتن فارسی در کالبدی جدید به ویژه در متون فنی و نیز پیامک‌ها، ایمیل‌ها و تابلوها ضروری است و ما می‌توانیم دو خط با کارکردهای مختلف داشته باشیم.
تدوین فرهنگ املایی خط فارسی، آموزش برنامه‌ریزی‌شده و علمی این خط در مدارس و دانشگاه‌ها، تدوین شیوه‌نامهٔ خط معیار، سامان‌دهی نوشتن به حروف رومیایی و تدوین شیوه‌نامه‌ای در این مورد با محوریت فرهنگستان زبان و ادب فارسی و با بهره‌گیری از همهٔ داشته‌ها و دانسته‌های متخصصان و استادان فرهنگستانی و غیرفرهنگستانی می‌تواند به بخش عمده‌ای از نارسایی‌ها و آشفتگی‌ها پایان دهد.

- مسعود خیام، و پیشنهاد «خط فنی» برای فارسی.

حال تکلیف ما این است که بگذاریم خط کنونی سر جایش باشد و از آن برای نامه‌های اداری، شعر و شاعری، متن‌های ادبی و مانند این‌ها استفاده کنیم، اما خط دیگری را به صورت علمی تدبیر کنیم که کارهای علمی و کامپیوتری را برای ما انجام دهد، هرچند این خط عملاً به دست بچه‌ها و جوان‌ترها تدبیر شده است. در پیامک، خطی که به آن فارگلیسی یا فینگلیش می‌گویند، به دست بچه‌ها درست شده است که در عمل مقدار زیادی ناپختگی در آن دیده می‌شود.

## یکسان‌سازی
امروزه لاتین‌نویسی ازسوی کنفرانس و گروه یکسان‌سازی نام‌های جغرافیایی سازمان ملل UNCSGN-UNGEGN به یک الزام در نام‌های جغرافیایی و پدیده‌ها و اصطلاحات نوین تبدیل شده است و عملاً تمام کشورها تابلوی خیابان‌ها و نام‌ها و نقشه‌ها را برای سهولتِ ردیابی در ناوبری، هواپیماها و مسافران و گردشگران لاتین‌نویسی کرده‌اند.
تا مدت‌ها، استاندارد رسمی برایِ آوانگاری فارسی به خطِ لاتین نبود. در سال ۱۳۸۲ نظام آوانگاری کلی نام‌های جغرافیایی ایران ارائه شد و پس از آن برای تصویب به گروه متخصصان نام‌های جغرافیایی سازمان ملل ارسال شد و سرانجام در نهم اوت ۲۰۱۲ در دهمین کنفرانس بین‌المللی استانداردسازی نام‌های جغرافیایی، به‌عنوان یکی از شیوه‌های لاتین‌نویسی مورد پذیرش سازمان ملل، به‌تصویب رسید. پس از آن در سال ۱۳۹۱ خورشیدی، این استاندارد با عنوانِ "شیوه‌نامه آوانگاریِ کلیِ نام‌های جغرافیاییِ ایران" به همهٔ وزارتخانه‌ها و نهادهایِ دولتی برایِ اجرا ابلاغ شد. البته پیشتر در دهه ۵۰ الگویی نزدیک به این شیوه نامه، نخستین بار توسط دکتر محمد معین در واژه‌نامه فرهنگ معین برای نمایش بهتر تلفظ‌ها بکار برده شده بود.
در پروژه‌ای به نامِ «الفبایِ دوم» کوشیده شده، تا کاربردِ استانداردِ یادشده از نگارشِ نام‌هایِ جغرافیایی فراتر رود، به گونه‌ای که بتوان هر متنِ فارسی را بر پایهٔ این استاندارد نوشت. بر پایهٔ شیوه‌نامه‌ای مکمل ابزارهایی زیرساختی برایِ غلط‌یابی، ترانویسیِ متن‌ها از خطِ فارسی به لاتین حاویِ افزونه‌ای برایِ گوگل کروم، ترجمهٔ واژه‌ها و نیز آموزشِ زبان به ایرانیانِ نسلِ دوم در خارج از کشور توسعه یافته است. با کمکِ این ابزارها کتاب‌هایی اندک، از جمله دیوان حافظ و رباعیات خیام ترانویسی شده‌اند.

## کاربردهای لاتین‌نویسی فارسی
نوشتن فارسی به الفبای لاتین کاربردهای گوناگونی دارد:
- نوشتن نامه و پیام الکترونیکی
- نوشتن پیام در پیام رسان‌های امروزی
- آموزش زبان فارسی به خارجیان
- در محیط دانشگاهی برای بحث‌های زبان‌شناختی و غیره
- در واژه‌نامه‌ها برای نشان دادن تلفظ
- در کتاب‌هایی که در بارهٔ گویش‌ها و زبان‌های ایرانی است.
- در تابلوهای راهنمایی و رانندگی، خیابان‌ها، کوچه‌ها، ...
- در رایانه و اینترنت برای نام‌گذاری فایل‌ها و پوشه‌ها و …
- در رسانه‌ها برای نوشتن نام فیلم، شو، آهنگ، ...
- و موارد دیگر

## شیوه‌های لاتین‌نویسی

### نویسه‌گردانی
در نویسه‌گردانی تلاش بر این است که جمله را همان‌گونه که با الفبای فارسی-عربی نوشته می‌شود، با الفبای لاتین بنویسند. در این‌گونه لاتین‌نویسی مثلاً جمله «من پارسی می‌نویسم» به صورت «Man Pârsi minevisam» نوشته می‌شود. این سبک نوشتن نمی‌تواند کاربرد عملی داشته باشد و تنها در متن‌های پژوهشی به زبان‌های غیر فارسی بکار می‌رود.

### آوانگاری
در آوانگاری تلاش بر این است که جمله را همان‌گونه که خوانده می‌شود، به لاتین بنویسند. در این‌گونه لاتین‌نویسی مثلاً جمله «من پارسی می‌نویسم» به صورت «Man Pârsi minevisam» نوشته می‌شود.

## جدول‌های برگردان حروف
این روش برپایهٔ شیوه نامهٔ استاندارد است؛ که بیشتر در فرهنگ‌نامه‌ها (مانند: فرهنگ معین و فرهنگ عمید) و نرم‌افزارهای ترانویسی کاربرد دارد.
از جمله ویژگی‌های این شیوه‌نامه، بکاربردن نویسه /a/ برای واکه /اَ/، نویسه /â/ برای واکه /آ/، نویسه /ǩ/ برای آوای /خ/، نویسه /q/ برای آوای /ق/، نویسه /ǧ/ برای آوای /غ/، نویسه /š/ برای آوای /ش/، نویسه /j/ برای آوای /ژ/، نویسه /c/ برای آوای /ج/ و نویسه /č/ برای آوای /چ/ است. در این روش، مشکل دوگانگی و ابهام از بین رفته است؛ چون برای هر آوا تنها یک نویسه وجود دارد.

#### همخوان‌ها
| الفبای پارسی                    | ب       | پ      | ت      | ث        | ج      | چ    | ح     | خ      | د     | ذ     | ر      | ز       | ژ    | س       | ش      | ص       | ض     | ط        | ظ     | ع/همزه | غ       | ف       | ق       | ک       | گ      | ل      | م      | ن       | و    | ه      | ی/ی ‎   |
| لاتین‌نویسی پارسی                | b       | p      | t      | s        | c      | č    | h     | ǩ      | d     | z     | r      | z       | j    | s       | š      | s       | z     | t        | z     | ě      | ǧ       | f       | q       | k       | g      | l      | m      | n       | v    | h      | y      |
| نمونه پارسی                     | بردبار  | پیکر   | تاختن  | مثلث     | جایگاه | چشم  | حافظ  | خوشحال | درود  | ذره   | رفتار  | زندگی   | ژرف  | سپنتا   | شمشیر  | اصفهان  | ضربه  | طرفدار   | ظاهر  | نعمت   | غروب    | فرزند   | قانون   | کاویان  | گلشن   | لبریز  | مردم   | نگارین  | واژه | هنگام  | یزدان  |
| لاتین نویسی                     | bordbâr | peykar | tâǩtan | mosallas | câygâh | čašm | hâfez | ǩošhâl | dorud | zarre | raftâr | zendegi | jarf | sepantâ | šamšir | Esfahân | zarbe | tarafdâr | zâher | neěmat | ǧorub   | farzand | qânun   | kâviyân | golšan | labriz | mardom | negârin | vâje | hengâm | yazdân |
| DIN 31635                       | b       | p      | t      | ṯ        | c      | č    | ḥ     | ǩ      | d     | ḏ     | r      | z       | j    | s       | š      | ṣ       | ḍ     | ṭ        | ẓ     | ě      | ǧ       | f       | q       | k       | g      | l      | m      | n       | v    | h      | y      |
| ALA-LC                          | b       | p      | t      | th       | j      | ch   | ḥ     | kh     | d     | dh    | r      | z       | j    | s       | sh     | ṣ       | ḍ     | ṭ        | ẓ     | ě      | gh      | f       | q       | k       | g      | l      | m      | n       | v    | h      | y      |
| الفبای آوانگاری بین‌المللی (MSA) | b       | p      | t      | s        | dʒ     | tʃ   | h     | ǩ      | d     | z     | r      | z       | ʒ    | s       | ʃ      | s       | z     | t        | z     | ʔ      | ʁ~ɣ~ɢ~q | f       | q ɣ~ɢ~ʁ | k       | ɡ      | l      | m      | n       | v    | h      | j      |
| UNGEGN(1967)                    | b       | p      | t      | s        | j      | ch   | h     | kh     | d     | z     | r      | z       | zh   | s       | sh     | s       | z     | t        | z     | ě      | gh      | f       | q       | k       | g      | l      | m      | n       | v    | h      | y      |
| UNGEGN(2012)                    | b       | p      | t      | s        | j      | č    | h     | ǩ      | d     | z     | r      | z       | j    | s       | š      | s       | z     | t        | z     | ě      | ǧ       | f       | q       | k       | g      | l      | m      | n       | v    | h      | y      |

تلفظ حرف همزه و همچنین حرف عین (ساکن) عربی در بین فارس‌زبان به‌صورت انسدادی چاکنایی است. در راستای برگردان آواهای اصیل زبان فارسی به خط لاتین، یکی از چالش‌های بنیادین، بازنمایی دقیق و رسای آواهای حلقی همچون همزه و حرف عین (در حالت ساکن) است. با توجه به ویژگی آوایی این حروف و ضرورت حفظ اصالت تلفظ، پیشنهاد می‌شود از حرف Ě (با نشانه‌ی هفتک بالای E) بهره گرفته شود. این نماد، نه‌تنها توانایی بازتاب دقیق این آواهای خاص راداراست، بلکه از نظر زیبایی‌شناختی و هماهنگی با ساختار لاتین‌نویسی فارسی نیز استاندارد،شایسته و قابل پذیرش است. به‌کارگیری Ě، گامی مؤثر در جهت پالایش، یک‌دست‌سازی و علمی‌سازی نظام آوانگاری فارسی به خط لاتین خواهد بود. این واج در الفبای آوانگاری بین‌المللی به صورت /ʔ/ نشان داده می‌شود.
البته لاتین نویسی واکهٔ «ع» در حالت غیرساکن بستگی به صدای پس از آن دارد. مانند: Ali (علی), edâlat (عدالت), olum(علوم)

#### واکه‌ها
| الفبای فارسی     | اَ   | اِ     | اُ    | آ      | ای     | او  |
| لاتین‌نویسی فارسی | a   | e     | o    | â      | i      | u   |
| نمونه پارسی      | اَبر | اِنسان | اُمید | آسمان  | ایرانی | روز |
| لاتین‌نویسی       | abr | ensân | omid | âsemân | irâni  | ruz |

نمونهٔ شعر سعدی با هر دو الفبا

| لاتین‌نویسی                      |  | الفبای پارسی               |
| Bani Âdam aězâye yek peykarand  |  | بنی آدم اعضای یک پیکرند    |
| Ke dar âfarineš ze yek goharand |  | که در آفرینش ز یک گوهرند   |
| Čo ozvi be dard âvarad ruzegâr  |  | چو عضوی به درد آورد روزگار |
| Degar ozv hâ râ namânad qarâr   |  | دگر عضوها را نماند قرار    |

جدول حروف لاتین برگرفته از فرهنگ معین
جدول حروف لاتین برگرفته از فرهنگ معین
جدول حروف لاتین برگرفته از فرهنگ معین

## گسترش لاتین‌نویسی
امروزه لاتین‌نویسی به‌طور گسترده‌ای در زبان‌های شرقی رایج شده است. عرب‌زبان‌ها امروزه به‌مراتب بیشتر از فارسی زبانان از لاتین‌نویسی استفاده می‌کنند. هندی‌ها و پاکستانی‌ها نیز به‌طور فزاینده‌ای از لاتین‌نویسی استفاده می‌کنند. در کشورهایی مانندِ چین و ژاپن الفبای لاتین به عنوان الفبای دوم و کمک آموزشی به رسمیت شناخته شده، و استانداردهایی نیز برای آن ساخته و مصوب شده است.

### الفبای تاجیکی لاتین
زبان تاجیک یا فارسی تاجیکی یکی از گویش‌های زبان فارسی است. این زبان در جمهوری شوروی سوسیالیستی تاجیکستان در سال‌های بین ۱۹۲۶ تا اواخر دههٔ ۱۹۳۰ میلادی به‌صورت استاندارد با استفاده از نسخه‌ای مخصوص از خط لاتین نوشته می‌شده است.
در اواخر دههٔ ۱۹۳۰ میلادی این خط لاتین با نسخه‌ای برگرفته‌شده از خط سیریلیک عوض شد.